# Юнгерманія прозора
{{#ifeq:0|0|{{#if:Jungermannia hyalina|{{#if:|[[]}}|[[]]}}}}
Юнгерманія прозора (Jungermannia hyalina) — вид печіночників порядку юнгерманіальних (Jungermanniales).
Таксон вважається синонімом до Solenostoma hyalinum (Lyell) Mitt.

## Поширення
Батьківщиною є Європа, Макаронезія, Азія, Північна Америка, Південна Америка.
Зростає на вологих, безвапняних, суглинних голих ґрунтах, особливо на піонерних ділянках, а також на безвапняних породах.

## Характеристика
Стебла довжиною від 0,5 до 2 сантиметрів розгалужені пучками. Мають водяні, рідше червонуваті ризоїди. Вони утворюють від блідо-зелених до червонуватих килимків. Бічні листки округлі, верхні частково злегка окантовані. У середині листка клітини мають розміри від 25 до 35 × 35 до 40 мікрометрів і мають чіткі трикутні або вузлуваті кутові потовщення. На кінці стебла іноді є списоподібні підлистки. Кожна клітина містить від двох до десяти масляних тілець.